# 點燈夫群
在群論中，點燈夫群（英語：Lamplighter group）是兩個群{\displaystyle \mathbb {Z} /2\mathbb {Z} }和{\displaystyle \mathbb {Z} }的圈積{\displaystyle (\mathbb {Z} /2\mathbb {Z} )\wr \mathbb {Z} }，也可以表示為兩個群{\displaystyle \bigoplus _{\mathbb {Z} }(\mathbb {Z} /2\mathbb {Z} )}和{\displaystyle \mathbb {Z} }的半直積
{\displaystyle \left(\bigoplus _{\mathbb {Z} }(\mathbb {Z} /2\mathbb {Z} )\right)\rtimes \mathbb {Z} }
其中{\displaystyle \mathbb {Z} }以平移作用於{\displaystyle \bigoplus _{\mathbb {Z} }(\mathbb {Z} /2\mathbb {Z} )}。
點燈夫群是有限生成群，不過並非有限展示的。點燈夫群有如下標準展示：
{\displaystyle \langle a,t\mid a^{2},[t^{i}at^{-i},t^{j}at^{-j}],i,j\in \mathbb {Z} \rangle }
點燈夫群的名稱來自以下闡釋：假設有一列向左右無限伸延的街燈及一個點燈夫。每盞街燈有明和暗兩種狀態。起初點燈夫在原點處的街燈下，而所有燈都關了。點燈夫群的元素，可視為對點燈夫的指示：把元素用a, t寫成一個字，然後從左到右讀，如果是a，點燈夫把面前的街燈點亮或者熄滅；如果是t，點燈夫向右移到下一個街燈；如果是t-1，點燈夫向左移到下一個街燈。這樣每個元素就代表街燈的狀態及點燈夫的位置。
點燈夫群特別之處，在於這個群是可均群（因為是可解群），卻有指數增長率。